# Elizabeth Gouslan
Elizabeth Gouslan est une journaliste et écrivain française.

## Biographie
Après sa maîtrise de lettres modernes à la Sorbonne (La quête de l'identité chez Arthur Rimbaud), Elizabeth Gouslan entre en 1986 comme reporter à L'Événement du jeudi, l'hebdomadaire créé par Jean-François Kahn. Elle y couvre les sujets culturels (cinéma, médias, idées). Lorsque le titre disparaît en 2001, elle intègre la rédaction de France-Soir à la rubrique Spectacles. Puis elle écrit pour Le Figaro littéraire de 2004 à 2006. Depuis 2007, elle rédige des interviews et portraits à la rubrique cinéma de Madame Figaro.
Elle publie son premier livre en 2010, une biographie de Jean Paul Gaultier, et, en 2012, une biographie d'Ava Gardner. En 2013, elle publie Grace de Monaco, la glace et le feu, une biographie de Grace Kelly.
En 2016, elle publie François Truffaut et les femmes aux éditions Grasset.
En 2017, elle publie aux éditions Grasset une biographie de Marcello Mastroianni : Les Nuits blanches de Marcello.
En 2022, elle publie aux Éditions de l'Archipel Meghan ou le Désespoir des Princesses, une biographie croisée de Meghan Markle, Catherine Middleton, Diana Spencer, Camilla Shand, Margaret du Royaume-Uni et Élisabeth II.
En 2023, elle publie Scandaleuse Sarah La folle vie de Sarah Bernhardt aux Éditions de l'Archipel , une biographie romancée de Sarah Bernhardt.
Scandaleuse Sarah reçoit le coup de cœur du jury du prix Simone Veil en mai 2023.

## Publications
- Jean-Paul Gaultier, punk sentimental, éditions Grasset, 2010  (ISBN 978-2246740919)[1],[2] Biographie de Jean Paul Gaultier
- Ava, la femme qui aimait les hommes, éditions Robert Laffont, 2012  (ISBN 2-221-12539-8)[3],[4],[5] Biographie d'Ava Gardner
- Grace de Monaco. La Glace et le Feu, éditions Grasset, 2013  (ISBN 978-2-246-81059-9)
- Truffaut et les femmes, éditions Grasset, 2016  (ISBN 9782246852421)[6]
- Les nuits blanches de Marcello, éditions Grasset, 2017  (ISBN 978-2-246-86170-6)[7],[8]
- Meghan ou Le Désespoir des Princesses, Éditions de l'Archipel, 2022  (ISBN 978-2-8098-4145-9)[9]
- Scandaleuse Sarah La folle vie de Sarah Bernhardt, Éditions de l'Archipel, 2023  (ISBN 978-2-3590-5362-3)[10],[11],[12],[13]